# Explorer 28
O Explorer 28, também conhecido como IMP-C ou IMP-3 (acrônimo de Interplanetary Monitoring Platform C ou 3), foi um satélite artificial da NASA lançado o 29 de maio de 1965 por meio de um foguete Delta C a partir do Cabo Canaveral.

## Características
O Explorer 28 foi lançado com a missão de estudar o meio interplanetário no que diz respeito aos campos magnéticos, as partículas energéticas, os raios cósmicos e os plasmas. A alimentação elétrica do satélite era fornecida por painéis solares e baterias. A telemetria emitia-se em rajada de 81,9 segundos de duração, com 795 bits de dados. Após três sequências de dados transmitiam-se 81,9 segundos de dados analógicos do magnetômetro de vapor de rubídio.
O IMP-C funcionou sem problemas até o final de abril de 1967 e depois intermitentemente até 12 de maio de 1967 quando se perdeu todo contato. O IMP-C foi injetado em uma órbita inicial de 264.244 km de apogeu e 195 km de perigeu, com uma inclinação orbital de 33,86 graus e um período de 8558,1 minutos. Reentrou na atmosfera em 4 de julho de 1968.